# Blå moskén, Istanbul

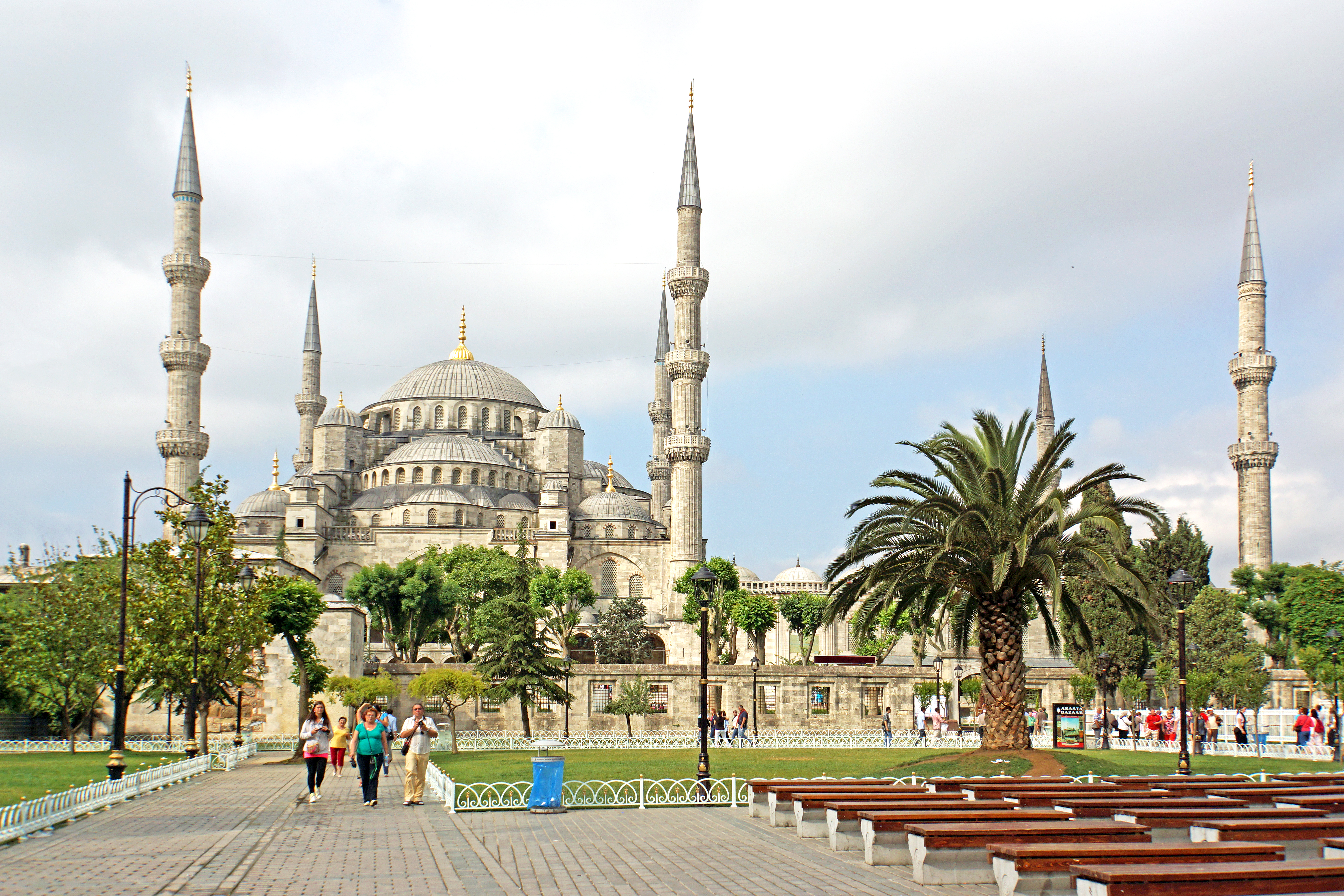
Blå moskén

Blå moskén (turkiska: Sultan Ahmet Camii, "Sultan Ahmet-moskén") är en stor moské i Istanbul. På natten lyser strålkastare upp byggnaden från alla håll. Den lät byggas mellan 1606 och 1616 av den osmanske sultanen Ahmed I. Arkitekturen är delvis inspirerad av Hagia Sofia. Blå moskén är en populär utländsk benämning på moskén, men det officiella namnet är Sultan Ahmed-moskén. Smeknamnet kommer av att moskén är en av flera turkiska moskéer klädda med keramikplattor från Iznik som har blåa detaljer.

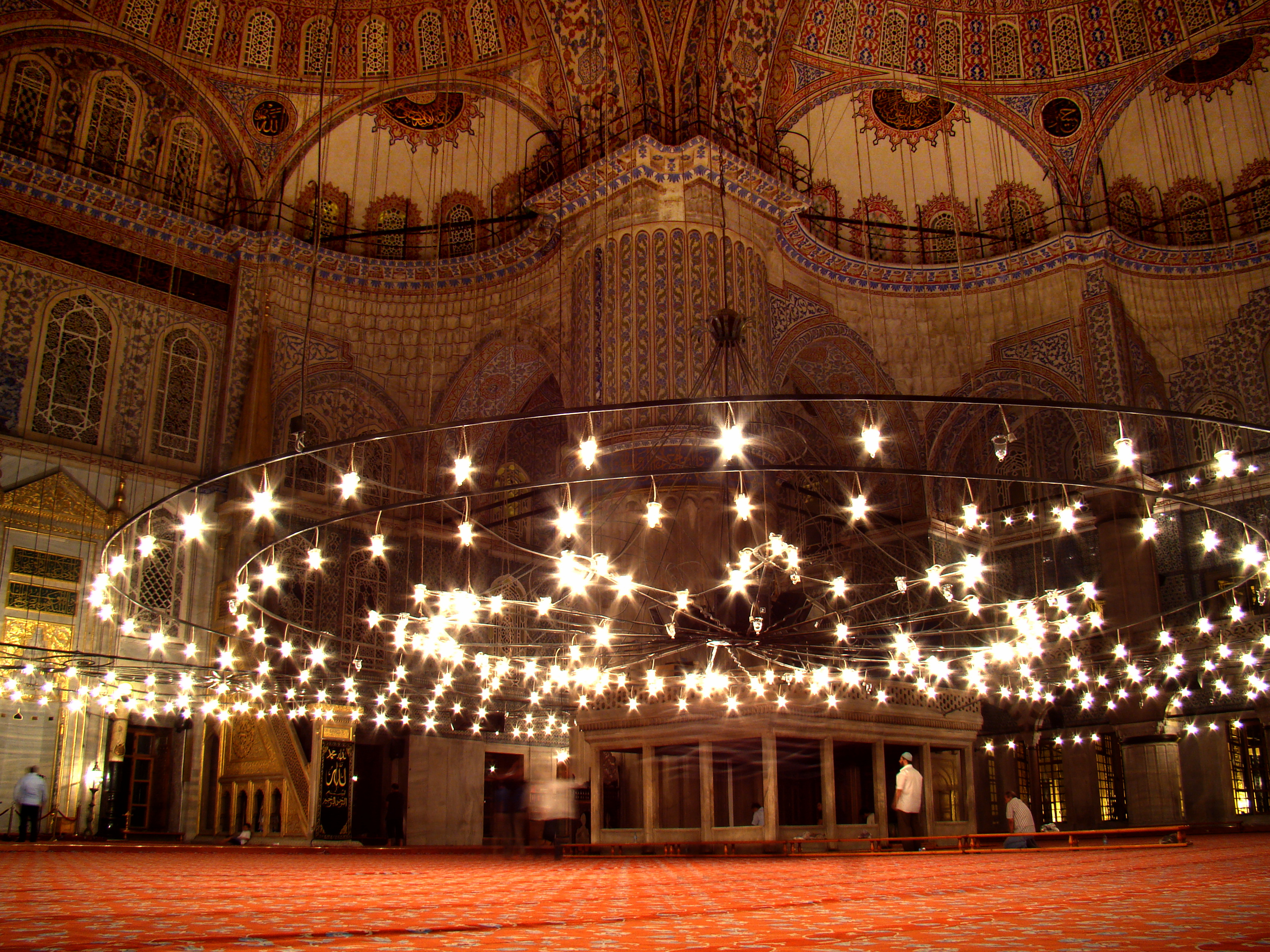
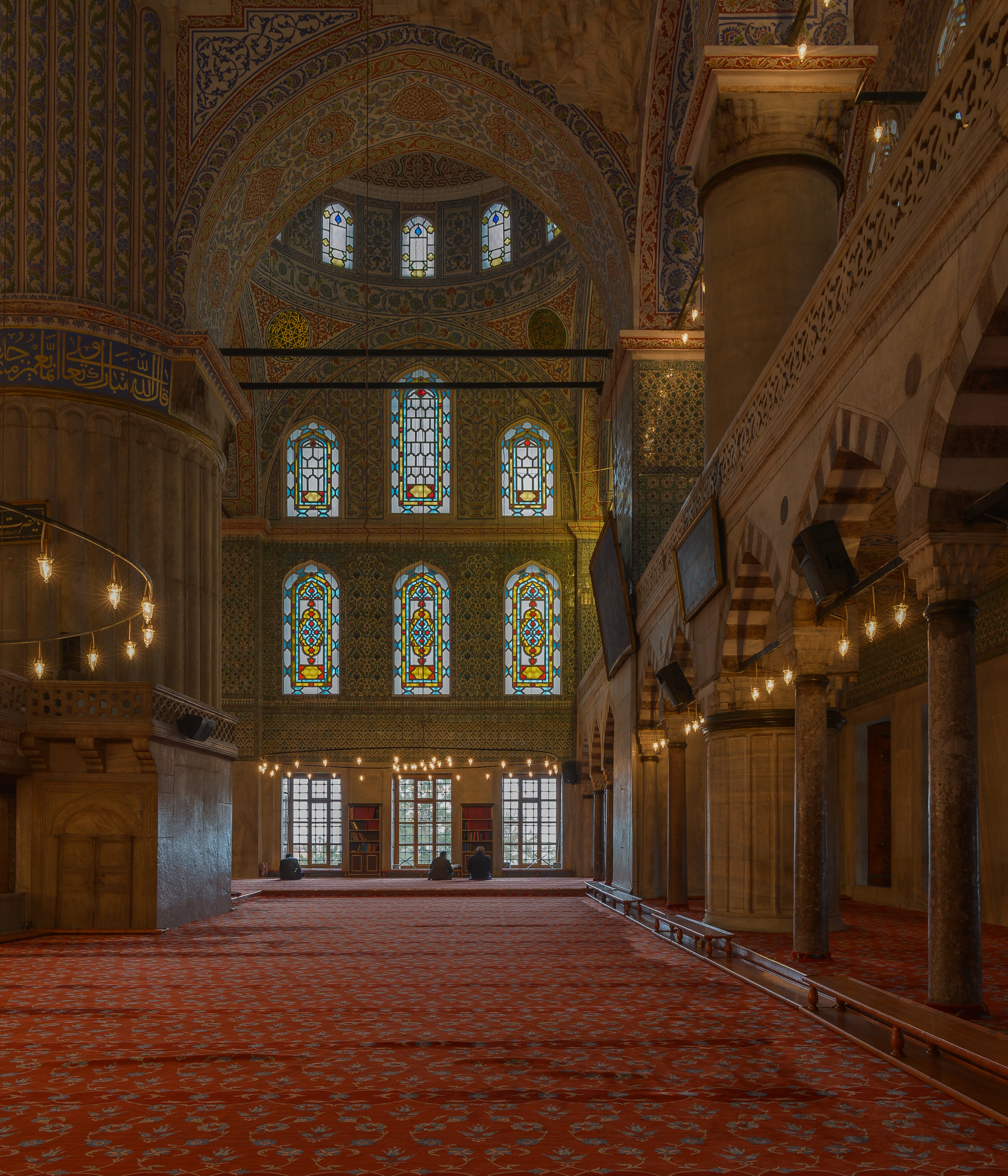

- Blå moskén